# Aethiocarenus
Aethiocarenus burmanicus
Ordre
Famille
Genre
Espèce
Aethiocarenus est un genre fossile d'Insectes dont l'unique représentant est l'espèce Aethiocarenus burmanicus qui est représentée par deux spécimens. C'est le seul membre à la fois de la famille des Alienopteridae ou Aethiocarenidae et de l'ordre des Aethiocarenodea.
Ils ont été découverts dans la vallée de Hukawng (d) (Nord de la Birmanie) dans de l'ambre de Birmanie daté du Cénomanien (Crétacé supérieur), soit il y a environ 100 Ma (millions d'années). 

## Description et caractéristiques
Ils se caractérisent (d'après les deux exemplaires connus) par un long cou et une tête triangulaire avec des yeux exorbités situés sur les côtés qui, selon l'inventeur de l'espèce George Poinar, pouvait se mouvoir horizontalement et « avait probablement un angle de vision de 180° et pouvait voir tout ce qui se passait derrière elle ». Les pattes sont longues, le corps allongé et aplati et le cou semble équipé de glandes sécrétrices qui en produisant des substances chimiques répulsives pouvaient servir à éloigner ses prédateurs.
Les caractéristiques particulières de cet animal ne se retrouvent pas dans les ordres d'insectes connus à ce jour. Ceci a conduit G. Poinar et A. Brown à créer un nouvel ordre d'insectes, les Aethiocarenodea pour y placer cette nouvelle espèce,.

## Taxinomie
Selon Paleobiology Database (28 janvier 2017) :
- ordre Aethiocarenodea Poinar & Brown, 2017
  - famille Aethiocarenidae Poinar & Brown, 2017
    - genre Aethiocarenus Poinar & Brown, 2017
      - espèce Aethiocarenus burmanicus Poinar & Brown, 2017